# Бої за Миколаїв
Бої за Миколаїв — бої, що тривали з 24 лютого до 10 листопада 2022 року в Миколаєві та його околицях у ході російського вторгнення в Україну.

## Перебіг подій

### Лютий

#### 24 лютого
Російські окупаційні війська почали повномасштабний наступ на територію України. О 4:58 російська артилерія та авіація почали обстрілювати Кульбакінський аеропорт та порт «Очаків». Завдяки перехопленій інформації ГУР МО щодо бомбардування аеродрому 299-та бригада та 10-та бригада встигла підняти всю авіацію в повітря до початку авіанальоту, завдяки чому не зазнала жодних втрат.
3 березня ЗМІ почали поширювати інформацію, що фрегат ВМСУ «Гетьман Сагайдачний», що стояв на ремонті в Миколаєві, був затоплений 24 лютого, щоб запобігти захопленню його російськими військами, адже він був небоєздатним.

#### 26 лютого
У ніч проти 26 лютого на приморському напрямку в районі села Коблево механізовані підрозділи 28-ї окремої механізованої бригади знищили катер та до 20 осіб особового складу ДРГ противника. Також ВМСУ замінували десантно-доступні ділянки на узбережжі.
У Миколаєві 5 військових гелікоптерів РФ висадили десант на території покинутої пожежної станції біля НУК ім. адм. Макарова. Зав'язався бій з 79-ю бригадою та підрозділами Національної Гвардії України, внаслідок чого всі російські десантники були знешкоджені, а 2 гелікоптери підбиті. У той же день російські танки в'їхали в місто зі стріляниною. Після бою з бійцями ТрО та ЗСУ окупаційні війська почали тікати з міста в сторону Херсона.

#### 27 лютого
Російські війська активно почали використовувати ДРГ. ТрО цілодобово патрулювала місто разом з поліцією, але час від часу зав'язувався бій з бійцями ДРГ. Наряд Національної гвардії спільно з міським комісаром зупинили фури з маркуванням мережі АТБ. Під час огляду в них були виявлені військові окупантів. Почався бій, внаслідок якого російські військові були знешкоджені.
Миколаїв став першим містом, де крадіїв почали прив'язувати до стовпів. Так, 27 лютого директор магазину «33²М» подзвонив Кіму, голові Миколаївської ОВА та попросив допомогти, адже «випадковим чином» мародер прив'язав сам себе до стовпа.

### Березень

#### 1 березня
З першого дня весни окупанти колонами почали оточувати міста Миколаїв та Херсон. Миколаївський глиноземний завод тимчасово припинив свою роботу через неможливість відвантаження готової продукції. Російські війська на Миколаївщині масово кидали свою техніку. Зафіксовані випадки її спалення особовим складом. Того ж дня окупанти почали рух у бік Снігурівки, Висунська й Березнегуватого.
Російські окупаційні сили, що спробували ввійти в Миколаїв, отримавши потужний опір, почали тікати з Миколаєва в напрямі Баштанки, як результат були знищені ЗСУ. ТрО Баштанки переслідувала їх у полях, після чого загарбники втекли в бік Нового Бугу — але це їм не допомогло, адже ЗСУ обстріляли і спалили решту колони — кілька десятків одиниць бронетехніки.
В Баштанці та Снігурівці поблизу Миколаєва місцеві жителі перегородили техніку, взявши російських окупантів у полон.

#### 2 березня
Вночі відбулася перша наступальна операція, коли ЗСУ вдарило по окупантах в районі Чорнобаївки та в Єланецькому напрямі. Перелякані бійці спецзагону РФ почали кидати техніку та бігти хто куди. Як результат, місцеві схопили в полон більшість військових, а незгорілу техніку спецзагону захопили.
Вранці окупаційні сили спробували увійти в місто. В районі села Баловне без успіхів висадився російський десант із 4-х гелікоптерів.

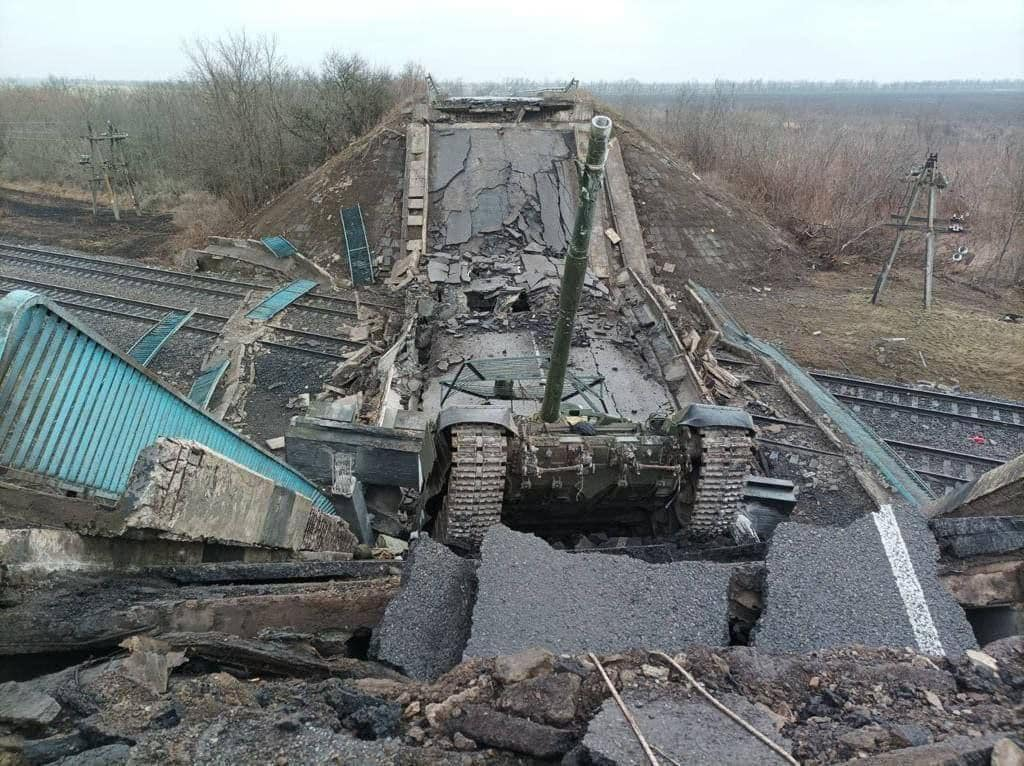
Російський танк, підірваний разом із мостом у Калинівці 2 березня

Біля села Калинівка ворог намагався пройти до Миколаєва, але українська артилерія розбила міст і частина колони відступила до Херсона. В аеропорту теж висадився — зустрічним вогнем притиснений до землі.
З початку боїв за Миколаїв місцеві почали знімати дорожні знаки, тому російські спецпризначенці часто губились і в результаті потрапляли в полон до місцевих мешканців.
У селі Калинівка ТрО відібрала два джипи «Тигр» у російських спецпризначенців. Чотирьох бійців 10-го батальйону спецпризначення РФ також затримали і вивезли на допит.
Тим часом у місто Вознесенськ почала входити російська техніка, а місто почала обстрілювати важка російська артилерія, внаслідок чого був зруйнований Вознесенський міст. Увесь день були тяжкі бої. ЗСУ підірвали другий міст у місті, так вуличні бої завершилися. У місті не працювало водо-, газо- та електропостачання.
Приблизно о 17:25 війська РФ обстріляли суховантаж Banglar Samriddhi під прапором Бангладешу, що перебував на стоянці в порту «Ольвія» в Миколаєві, внаслідок чого загинув громадянин Бангладешу.
Станом на вечір тривали бої у Вознесенську.

#### 3 березня
Близько о 7:30 російські окупанти завдали ракетних ударів по селу Генівка. У Вознесенську близько 30 військових РФ перевдягнулися в цивільне, і намагалися таким чином пройти до міста. Тим часом біля Снігурівки знову почалися бої.
Протягом двох днів українська артилерія обстрілювали аеродром у Куйбишево. Знищено 245 одиниць техніки та близько 30 гелікоптерів. О 14:25 було повідомлено про переміщення військової техніки окупантів: через Чорнобаївку та Лимани, а також з боку Снігурівки до Миколаєва, не доходячи до Баштанки через Снігурівку в бік Нової Одеси. В боях за Миколаївський аеропорт за 2 доби ліквідовано 245 одиниць російської військової техніки.
Командування повітряних сил України повідомили, що льотчика 299-ї бригади після катапультування взяли у полон, де його під тиском і загрозою розправи вмовили дати пропагандистське інтерв'ю про «дружбу з Росією, українських націоналістів і ЄС і НАТО, куди Україні не слід вступати».

#### 4 березня
Приблизно о 10:30 ворог почав контрнаступ на місто зі сторони МГЗ, зайшовши до Корабельного району, де зав'язався бій з 123-ю бригадою ТрО. Одночасно точилися бої під Баштанкою. Під час відступу ворог затримався в одній зі шкіл, де розстріляв директора школи. Це була перша втрата серед цивільного населення в місті. У Миколаєві було розведено мости на невизначений термін.
Згодом окупанти припинили обстріли околиці Миколаєва та покинули Кульбакінський аеропорт, проте вирушили в бік Миколаївського авіаремонтного підприємства «НАРП» для передислокації. Жертв з української сторони не було.

#### 5 березня
У Миколаївській області українські захисники збили три ворожі вертольоти. В пообідню пору українські сили завдали потужного удару по російських військах біля окупованого Херсона. В небі над Очаковом було збито російський Су-25, пілотів взяли в полон.
Окупанти повністю покинули місто та аеропорт, відступивши у бік міста Херсону, с. Шевченка, м. Снігурівки та селища Луч. У місті жодної ворожої техніки немає.

#### 6 березня
6 березня російські окупанти здійснили авіаудар по селищу Радісний Сад; є загиблі. Під Миколаєвом українські силовики розгромили БТГ окупантів. Більшість її особового складу — колишні українські військові, які 2014 року зрадили Україну і перейшли на бік РФ у Криму. В обідню пору росіяни здійснюють ще одну атаку з боку Кульбакіного.

#### 7 березня
7 березня війська вторгнення здійснили спробу захопити аеропорт Миколаєва. Однак вже до 15:00 захисники міста вибили нападників з аеропорту. Після відбиття нападу українські війська намагаються знешкодити сили окупантів. Було відбито 2 атаки окупантів. Внаслідок ранкового ракетного удару зазнала втрат 79-та окрема десантно-штурмова бригада — ракета «Калібр» влучила в казарму, де спали солдати. Восьмеро загиблих, восьмеро зникли безвісти, 19 поранених.

#### 8 березня

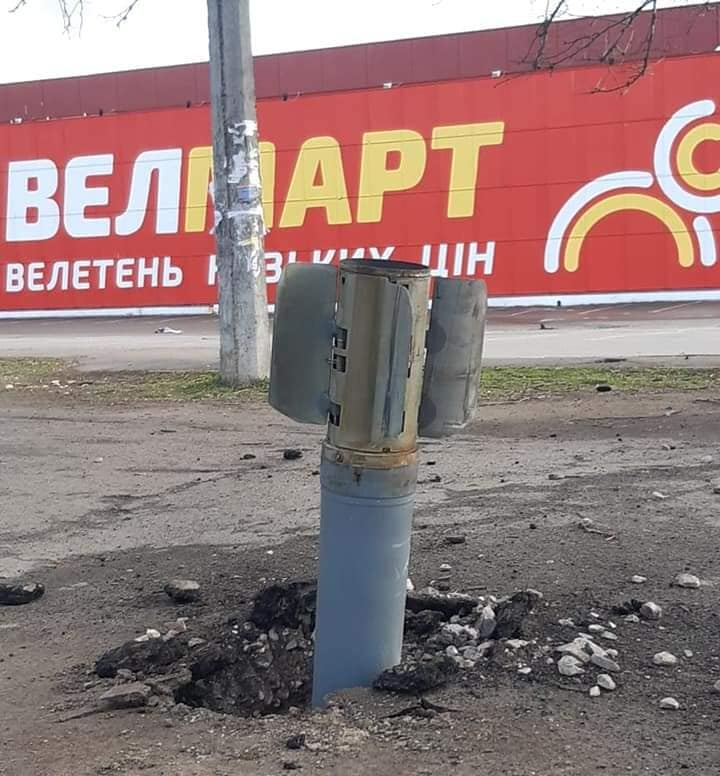
Снаряд у місті, 9 березня

На Миколаївщині українські військові збили ще один гелікоптер російських окупантів. На трасі Н-14 росіяни розстріляли мікроавтобус із символікою Червоного хреста, в якому їхали виховательки дитячого будинку. ДСНС працювала над розмінуванням житлових секторів міста.

#### 11 березня
Українські захисники «Байрактаром» відбили ворожу колону у Баштанському районі в ніч з 10 на 11 березня. У Миколаєві ніч проти 11 березня минула без обстрілів. Російські війська йдуть у зворотному напрямку. Під селом Гур'ївка (на північ від Миколаєва) українські захисники вибивають ворожі війська, тривають бої. О 19:50 увімкнули сирени, й через кілька хвилин вороги почали обстрілювати місто.

#### 12 березня
Російські війська в ніч проти суботи, 12 березня, знову обстрілювали Миколаїв. Ворожі снаряди потрапили до лікарень, інтернатів та котелень. У Баштанському районі Миколаївської області українські сили оборони затиснули російських окупантів у кільце. Українські військові знищили понтонну переправу і затиснули окупантів між двома трасами без можливості рухатися. Водночас по позиціях росіян працює українська артилерія.

#### 13 березня

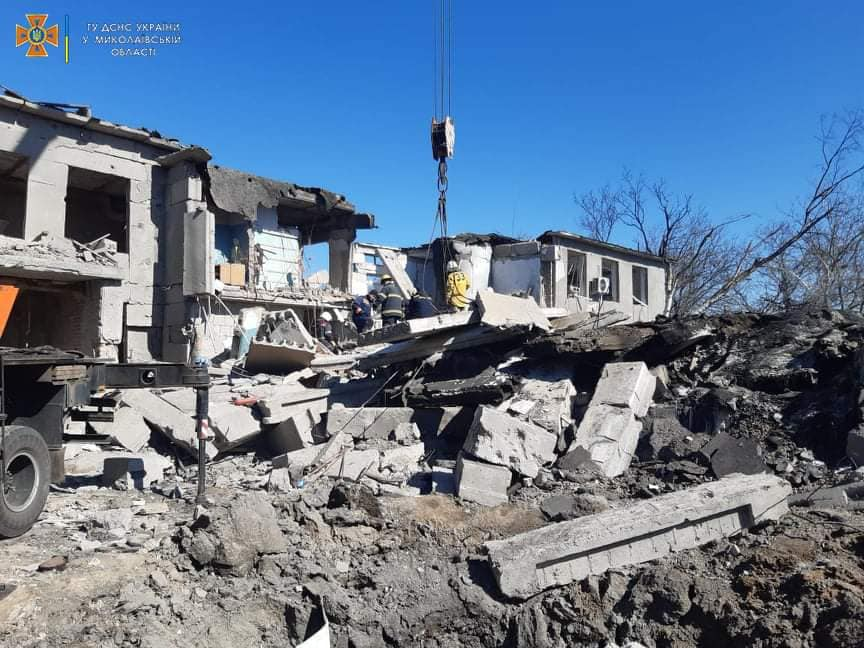
Школа в селі Зелений Гай після авіаудару 13 березня

Збройні сили України змогли перейти у контрнаступ проти російських окупантів у південній частині Миколаївській області.
О 07:40 російські військові здійснили авіаудар по школі села Зелений Гай. Будівлю зруйновано, на завалах сталося загоряння. 22 пожежники ліквідували полум'я на площі 150 м2. 7 людей загинули й ще 3 отримали поранення.

#### 14 березня
Приблизно о 06:00 ранку російський літак скинув чотири авіабомби ФАБ-250 на вулицю Жовтнева в м.Снігурівка. Внаслідок ворожого авіаудару загинуло двоє мешканців та ще троє жителів отримали поранення. Рятувальникам довелось діставати з під завалів шістьох жителів. По вулиці Жовтневій було повністю знищено 11 будинків та ще 30 домоволодінь пошкоджено. Надалі російські окупанти обстріляли селище Первомайське.
Трасу від Миколаєва до Нової Одеси було повністю звільнено українськими військовими. Безпечний проїзд для людей забезпечено. Російські окупанти надіслали меру Миколаєва Олександру Сєнкевичу пропозицію здати місто, на що отримали відмову.
Загалом на Миколаївщині за добу через обстріли населених пунктів російськими військами поранено 80 людей, 2 з яких діти.

#### 15 березня
Вранці група українських солдатів під Миколаєвом захопила позиції російської артилерії. Захоплено другу батарею гаубиць Д-30 російських десантників, все кинули разом з боєприпасами. В цілому в Миколаївській області ворог намагається закріпитися в районах населених пунктів Томина Балка, Надеждівка, Киселівка, Первомайське, Михайло-Ларине, Піски, Добре і Снігурівка.

#### 16 березня
Біля Миколаєва ЗСУ знищили російський бойовий вертоліт Ка-52. Екіпаж не встиг випустити ракети.

#### 17 березня
Як повідомили в Головному управлінні ДСНС в Миколаївській області, 17 березня відпрацювали 43 повідомлення про снаряди, що не розірвалися, і їх небезпечні уламки в Інгульському районі Миколаєва і в Балабанівці. У Миколаївській області 17 березня бійцями ЗСУ було захоплено ворожий комплекс РЕБ. Це станція радіоелектронної розвідки «Торн-МДМ», яка змонтована на шасі вантажівки КАМАЗ-4310 (6х6) з кузовом-фургоном.

#### 18 березня
Вранці 18 березня військові РФ нанесли авіаудар по місту. У мікрорайоні Кульбакине у Корабельному районі Миколаєва українськими воїнами-десантниками було розбито та знищено один із підрозділів 247-го гвардійського десантно-штурмового Кавказького козачого полку ПДВ ЗС Російської Федерації.

#### 19 березня
Російські війська продовжували марні спроби захопити Миколаїв. Ввечері 19 березня вони знову обстріляли житлові квартали, де немає ані військових об'єктів, ані «секретних лабораторій». Постраждав мікрорайон Казарського.
У першій половині дня росіяни окупували Снігурівку. Того ж дня, російські військовослужбовці зі Снігурівки намагалися висунутися в бік Березнегуватого, але їм дали бій українські військовослужбовці. Ворог зі значними втратами почав хаотично відступати у бік Херсона. Також сьогодні були звільнені населені пункти Засілля, Білозірка.
Російські війська відступили від Миколаєва у напрямку Херсона. Проте росіяни продовжують обстрілювати житлові квартали міста з дистанції 50—70 кілометрів.

#### 20 березня
Обстріли міста продовжилися, було захоплено найновішу командно-штабну машину Р-149МА1 армії РФ, яка містить повні дані щодо позицій та сил ворога. Ця машина є елементом автоматизованої системи управління військами РФ відомої як «Созвездие».

#### 21 березня

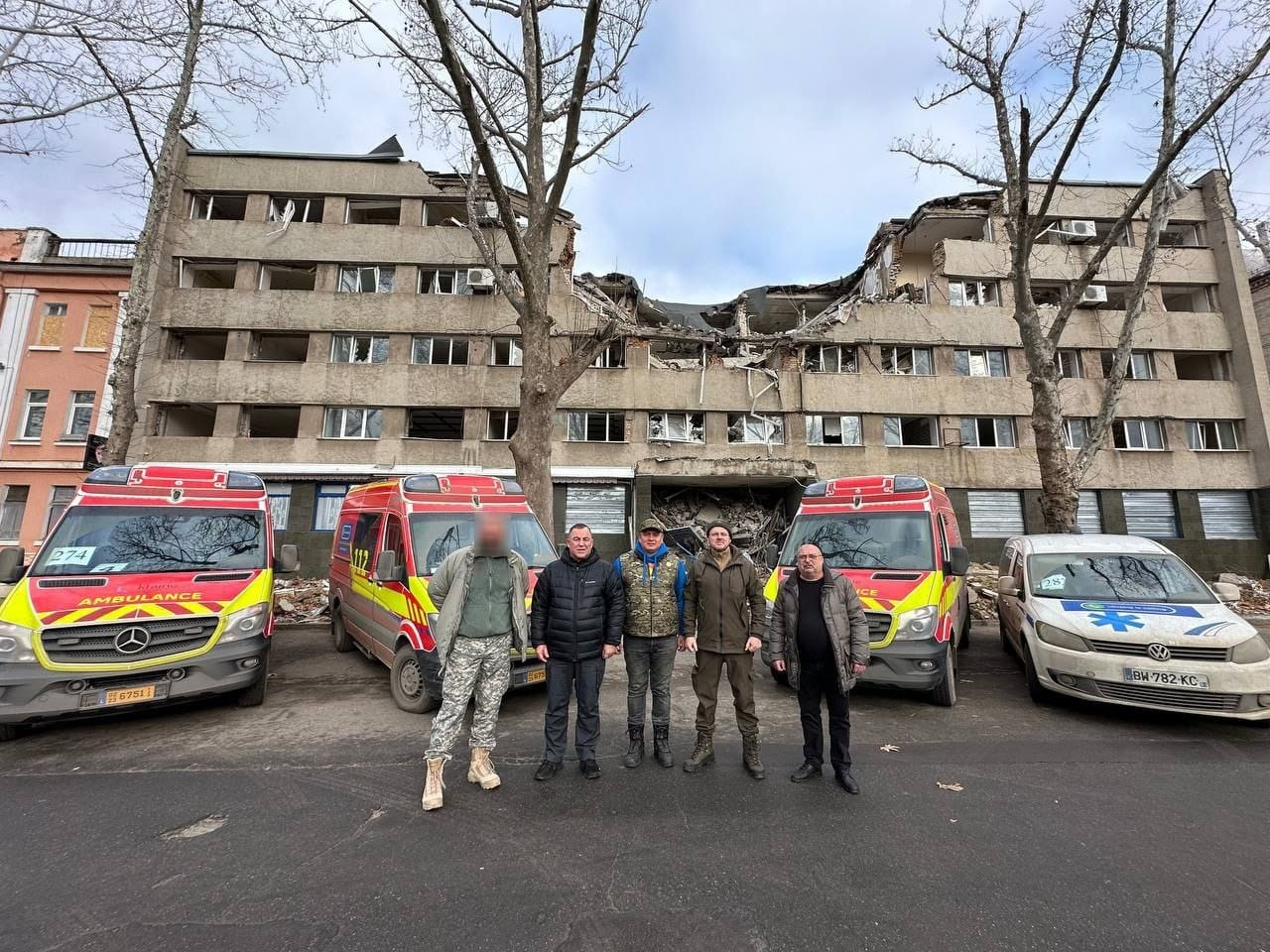
Готель «Інгул» після бомбардування

Авіабомбардування Миколаєва російською армією. Частково зруйновані готель «Інгул» та психіатрична лікарня. Від влучання в автозаправку загинули кілька людей і почалася пожежа. Спільне розслідування слідчими Національної Поліції України, Миколаївської міської прокуратури, представників неурядової організації Truth Hounds виявили ознаки воєнного злочину в цій атаці. Імовірно, Су-34 російського 559-о бомбардувального полку намагався уразити бомбами вільного падіння ФАБ-250 та/або ФАБ-500 Миколаївський судноремонтний завод, але скинув їх на місто.
ППО знищив російську крилату ракету, яка летіла в напрямку Кропивницького. На території Костянтинівської ОТГ російські окупанти намагалися побудувати переправу через ріку, проте ЗСУ одним точним ударом разгромили позицію ворога. Українська авіація вдарила по стоянці батальйонної тактичної групи зі складу 7-ї військової бази ЗС РФ поблизу сіл Піски і Костянтинівка Миколаївської області.
Українські військові захопили спецтехніку і артилерію. До рук військових потрапив іменний список взводу вогневої підтримки 3-ї мотострілецької роти 1-го мотострілецького батальйону (гірської). Також російські військові втратили самохідну реактивну установку для розмінування УР-77 «Метеорит». Захоплена неушкодженою 152-мм дивізійна самохідна гаубиця 2С19 «Мста-С» армії Росії. Знищені бронетранспортери МТ-ЛБ і БТР-80. У танку російської модифікації Т-72Б3 стався вибух боєкомплекту і башту відірвало від корпусу.

#### 22 березня
Російські окупанти продовжили обстріл Миколаєва, в результаті чого зруйновані й пошкоджені будівлі готелів, лікарень, автозаправної станції та інших об'єктів. Оперативна ситуація в регіоні складна і контролюється правоохоронними органами. Також російські військові обстріляли морський порт у місті, пошкодивши інфраструктуру.

#### 23 березня

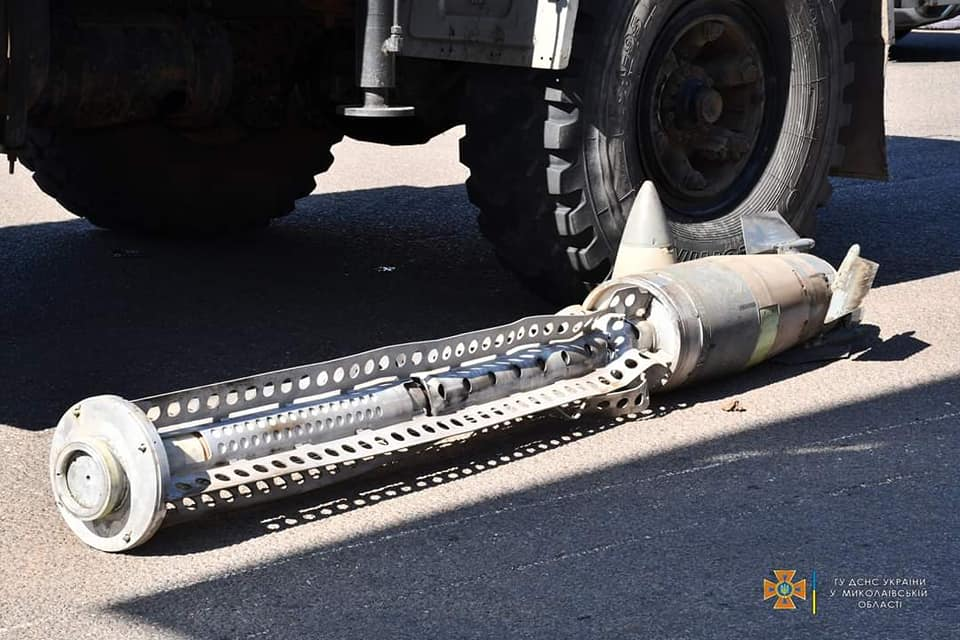
Залишки касетної бойової частини керованого реактивного снаряду 9М544 для системи 9К515 «Торнадо-С», Миколаїв, березень 2022 року

На Миколаївщині українські захисники збили крилату ракету, запущену російськими окупантами.

#### 24 березня
На межі Херсонської та Миколаївської областей точаться запеклі бої. Внаслідок боїв Збройні сили України збили літак та крилату ракету.
За спротив російській агресії 24 березня 2022 року президент Володимир Зеленський надав Миколаєву звання міста-героя.

#### 25 березня
Російські окупанти продовжують атакувати населені пункти в Миколаївській області ракетами та артилерією. Під ударом опиняються окремі райони Миколаєва, села і міста Баштанського району, населені пункти на кордоні Миколаївської та Херсонської областей. Через обстріли країни-агресорки пошкоджено школу в Снігурівці.
Українські військові захопили чотири бронетранспортери, один танк, пошкодили один літак, знищили п'ять одиниць автомобільної техніки, дві бойові машини, один танк та один бронетранспортер.

#### 26 березня
На Південнобузькому напрямку, біля Миколаєва, противник проводив інженерне обладнання позицій та намагався поповнити свої запаси. Російська артилерія обстрілювала окремі підрозділи ЗСУ.

#### 27 березня
Збройні сили України здобули в бою із окупантами на Миколаївщині черговий трофей — самохідну артилерійську установку «Мста-С». Її транспортували до однієї з військових частин.
У Снігурівці досі точаться бої, російські війська продовжують перебувати в місті.

#### 29 березня

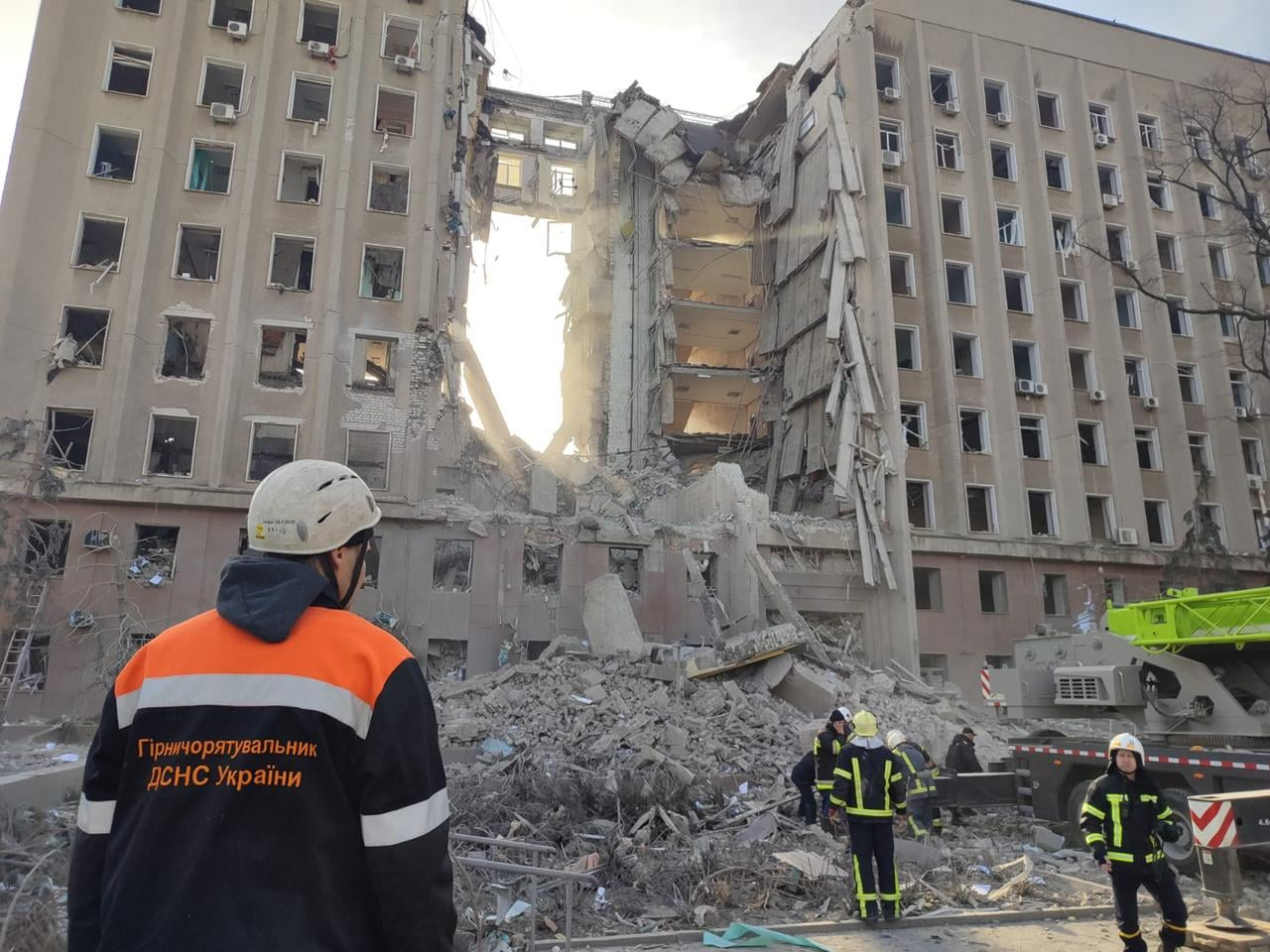
Будівля облдержадміністрації після ракетного удару 29 березня

Вранці близько 08:45 крилата ракета російських військ потрапила в будівлю Миколаївської облдержадміністрації і зруйнувала центральну секцію з першого по дев'ятий поверхи без подальшого загоряння.
За словами голови миколаївської ОДА Віталія Кіма, врятуватися змогли від 50 до 100 осіб. Станом на вечір 29-го числа під уламками виявлено 12 загиблих. Ще 33 особи отримали поранення. 18 осіб дістали з-під завалів живими. Двоє поранених згодом померли в лікарні.
Розбирання завалів і пошук тіл загиблих тривали майже тиждень. 5 квітня Миколаївська ОДА опублікувала список загиблих, який містить 37 осіб. Серед загиблих — секретар голови ОДА та очільниця Миколаївського обласного національно-культурного товариства білорусів «Голос Батьківщини».
ЗСУ знищили колону техніки окупантів, яка рухалася у бік Миколаєва, повідомив глава Одеської ОВА Сергій Братчук у Telegram.

### Квітень

#### 2 квітня
2 квітня російські окупанти обстріляли село Лимани на Миколаївщині, є поранені
. Під обстріли щоденно потрапляє і селище Луч біля Миколаєва, де ніколи не було військових об'єктів, повідомляють у Службі зв'язків з громадськістю Оперативного командування «Південь».
На Миколаївщини українські морпіхи поповнили свій арсенал трофейною технікою. Вони відбили в окупантів танк. У танку загарбники поскладали купу награбованого в українців майна.
Станом на 2 квітня від початку повномасштабного вторгнення Росії на територію України у Миколаївській області збройні сили РФ частково пошкодили або знищили 1 756 об'єктів, серед яких житлові будинки, лікарні, школи, підприємства тощо. Згідно з інформацією ОВА, російські військові пошкодили або знищили 1 304 об'єкти житлового фонду, 12 медичних закладів, 79 навчальних закладів, 24 заклади культури, 17 об'єктів промислового підприємництва, 74 об'єкти газопостачання, 164 об'єкти електропостачання, шість об'єктів теплопостачання, 69 інших невійськових об'єктів.

#### 4 квітня
4 квітня війська Росії обстріляли в Миколаєві житлові будинки, міську та обласну лікарні, Центр профілактики хвороб, Будинок дитини, 11 дитячих садків, 12 шкіл, одне ПТУ, дві філії закладів позашкільної освіти.
Цього дня результаті обстрілів з боку російських окупантів у Миколаєві загинули 11 мирних жителів, серед яких одна дитина, ще 61 особа отримала поранення. Про це повідомив голова Миколаївської ОВ Віталій Кім.
Мер міста Олександр Сєнкевич заявив, що Миколаїв був обстріляний касетними снарядами (за даними ОГПУ загинуло 12, поранено 41 осіб, зокрема четверо дітей).
Частина касетних бойових елементів була розкидана над житловими районами міста, на зупинку громадського транспорту.
Російська армія другий день поспіль атакує ракетами Очаків. Про це повідомив віце-мер Олексій Васьков.
В селі Костянтинівка крилатою ракетою Х-59 було завдано удару по тамтешньому елеватору, почалась пожежа на площі 1600 м², яку вдалось загасити.

#### 5 квітня
Росіяни обстріляли село Лупареве на Миколаївщині, загинуло 2 людини, 1 поранена. Всього протягом доби на Миколаївщині від обстрілів росіян отримали поранення 55 людей.

#### 8 квітня
До цього дня на Миколаївщині пошкоджено 2391 цивільний об'єкт. З них 1774 — це об'єкти житлового фонду. Пошкоджено 23 медичні та 124 навчальні заклади, 43 об'єкти культури, 18 промислових підприємств тощо. Крім того, постраждало майже 300 об'єктів газо-, електро-, водо-, теплопостачання.

#### 9 квітня
Росіяни здійснили 7 ракетних ударів по області, постраждалих нема.

#### 10 квітня
Зенітний ракетний підрозділ ПС ЗСУ збив російський винищувач-бомбардувальник Су-34, що мав атакувати Миколаїв. На Миколаївському напрямку росіяни намагалися покращити становище, але ЗСУ знищував їх із ресурсами і відтісняв із позицій.

#### 12 квітня

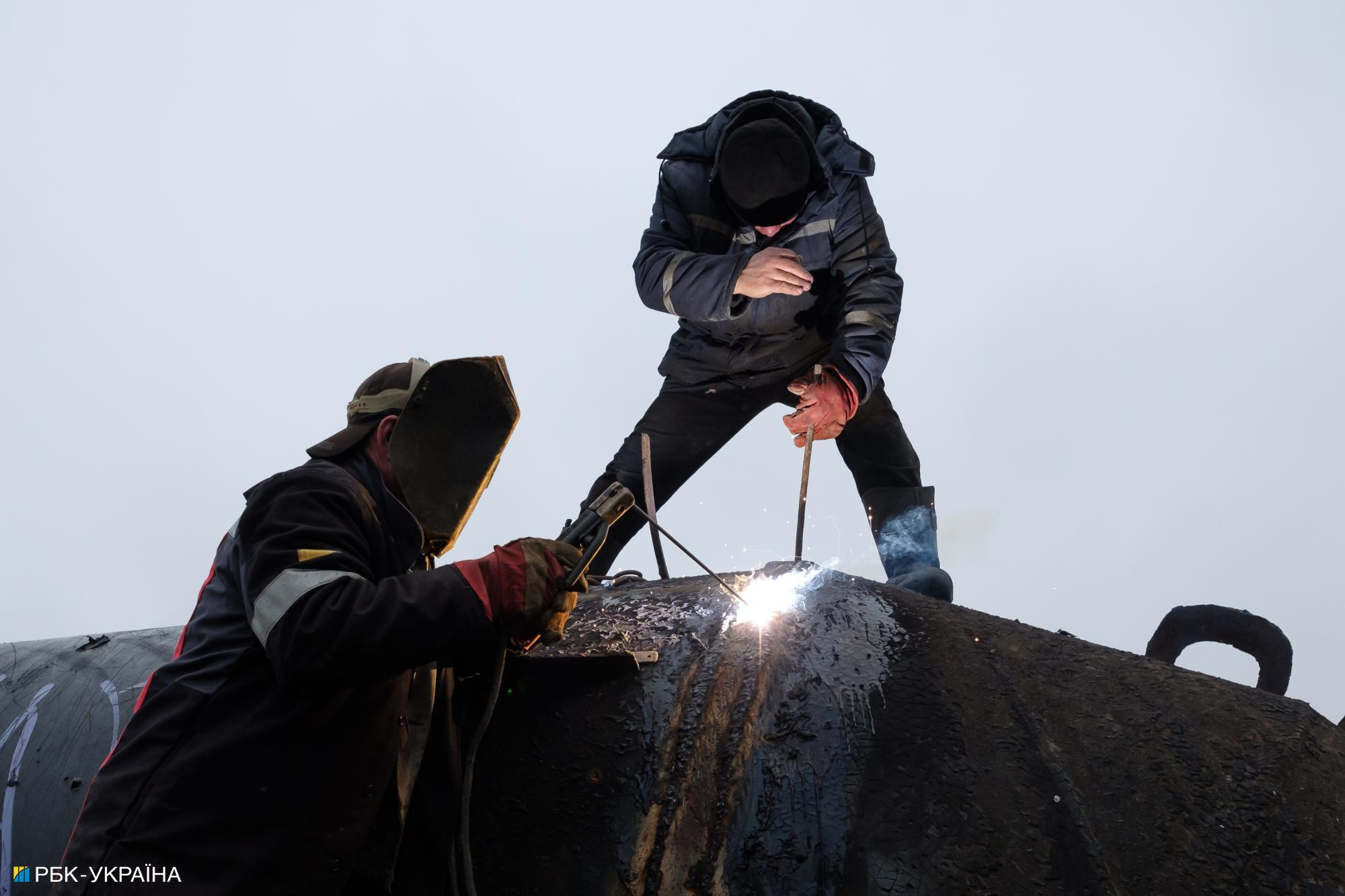
Ремонт водогону, що постачав воду в Миколаїв (листопад 2022)

Російські війська підірвали водогін, яким до Миколаєва йшла дніпровська вода. Водопостачання було налагоджене лише 6 травня за допомогою води з Бузького лиману, але вона солона, має гіршу якість, непридатна для готування їжі й руйнує труби. Відтоді питну воду в місті беруть зі свердловин. За даними розслідування BBC, водогін було зруйновано навмисне. Ремонтну бригаду російська армія до водогону не допустила, і ремонт став можливим лише після звільнення території.

#### 17 квітня
По Очакову було відкрито вогонь системами залпового вогню БМ-27 «Ураган» касетними снарядами. Зафіксовано влучання в житлові квартали, жертв серед місцевого населення немає.

#### 21 квітня
Росіяни намагалися приблизитися до Миколаєва на Південнобузькому напрямку, продовживши обстрілювати місто.

### Травень

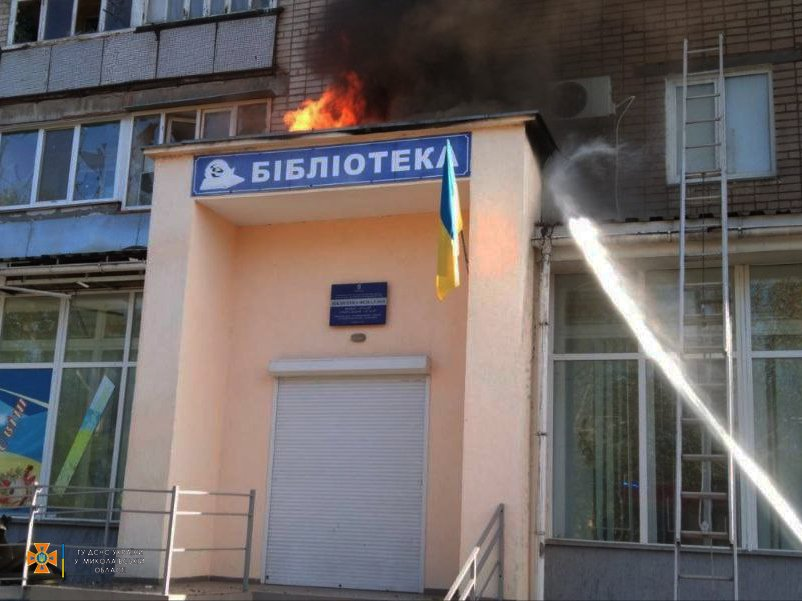
Бібліотека після обстрілу 7 травня

#### 7 травня
Від російського обстрілу постраждала бібліотека в житловому будинку в Корабельному районі.

#### 17 травня
СБУ знешкодила агентурну мережу РФ з п'яти місцевих жителів, які допомагали диверсантам зайти до міста.

### Червень

#### 4 червня
Ракетним ударом по Миколаєву знищений другий за величиною зерновий термінал України разом із зерном.

#### 7 червня
Станом на 7 червня внаслідок обстрілів у місті загинуло 108 людей, у тому числі дитина. Пошкоджено близько 400 багатоповерхових будинків і близько 800 приватних; близько 60 приватних будинків знищено цілком.

#### 13 червня
Неподалік Миколаєва збитий російський розвідувальний БПЛА типу «Птеро». За допомогою цього безпілотника військові Росії намагалися вести повітряну розвідку з метою зриву контрнаступальних атак українських сил.

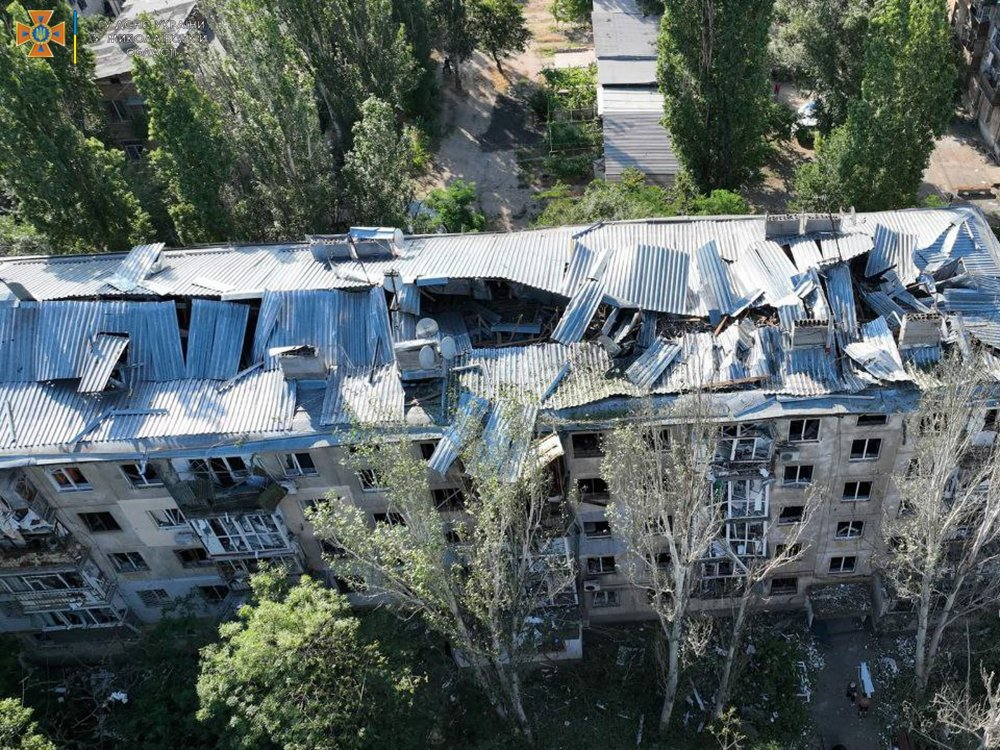
Наслідки обстрілу 17 червня

#### 17 червня
Вранці черговим російським обстрілом було пошкоджено 21 багатоквартирний будинок та 3 приватні будинки, загинули 2 людини і 20 були травмовані.

#### 18 червня
Протягом дня російські окупаційні війська двічі завдавали ракетних ударів по Миколаєву.
Серед дня росіяни завдали подвійного удару ракетами типу Х-55 по промисловій інфраструктурі обласного центру. А надвечір по місту з боку Херсонщини полетіли п'ять крилатих ракет типу «Калібр».
Одну вдалося збити ЗСУ із переносного зенітно-ракетного комплексу, дві влучили у завод пластикових вікон, одна у житловий будинок, а ще одна — у ковбасний цех. Після влучань почалися пожежі на загальній площі близько 400 кв. м, їх локалізовано, попередньо обійшлося без жертв.

#### 20 червня
Чотири ракети Х-31А з ворожого винищувача та одна ракета типу «Онікс» з берегового ракетного комплексу були спрямовані на Очаків та влучили в сільськогосподарські угіддя у передмісті. Потерпілих немає.

#### 21 червня
Зранку росіяни обстріляли місто, загинула одна людина, щонайменше трьох було поранено. Станом на цей день у місті загинуло 111 людей, 502 було поранено. У місті лишилося менше половини мешканців.

#### 25 червня
Росіяни завдали по Миколаєву масованого удару ракетами типу «Онікс», випущеними з Криму.

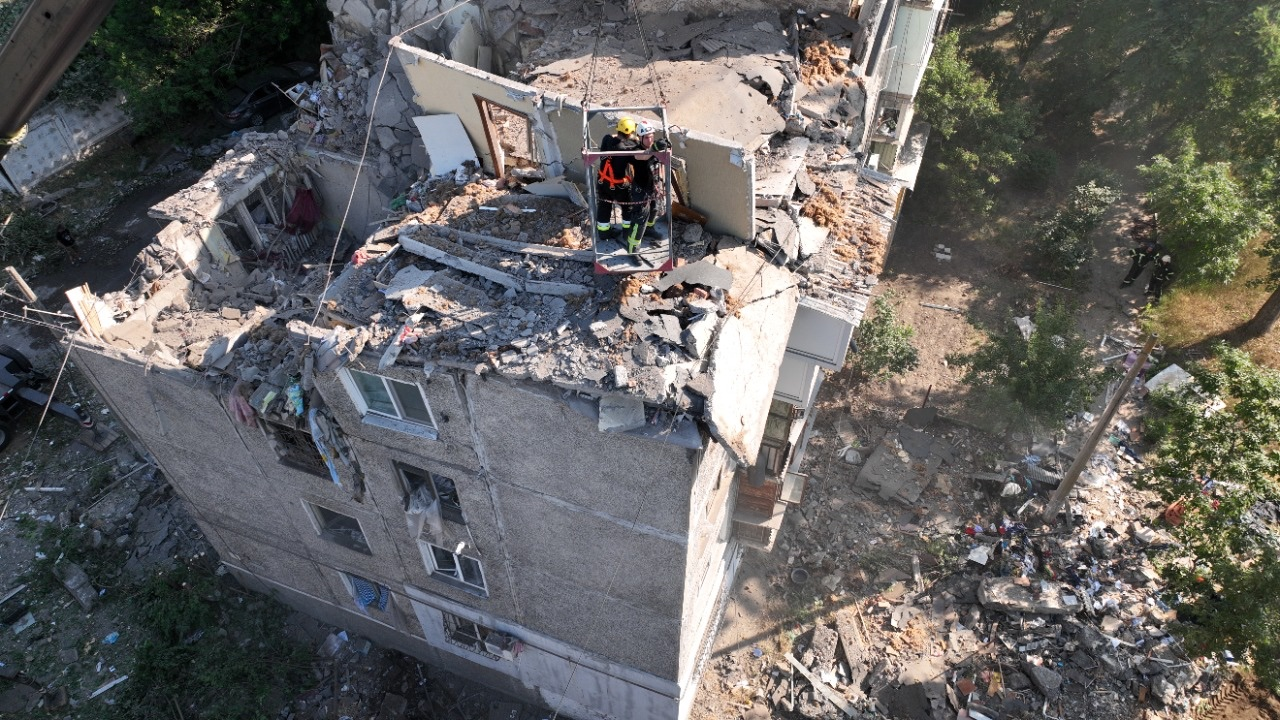
Будинок, обстріляний 29 червня

#### 28 червня
Вранці російська армія випустила по місту 8 ракет. Пошкоджено покинуте містечко 79-ї бригади та центральний стадіон.

#### 29 червня
Ранковим ракетним обстрілом частково зруйновано 5-поверховий будинок. Не менше 8 людей загинули і 6 постраждали. Крім того, зруйновано близько 10 гаражів.

### Липень

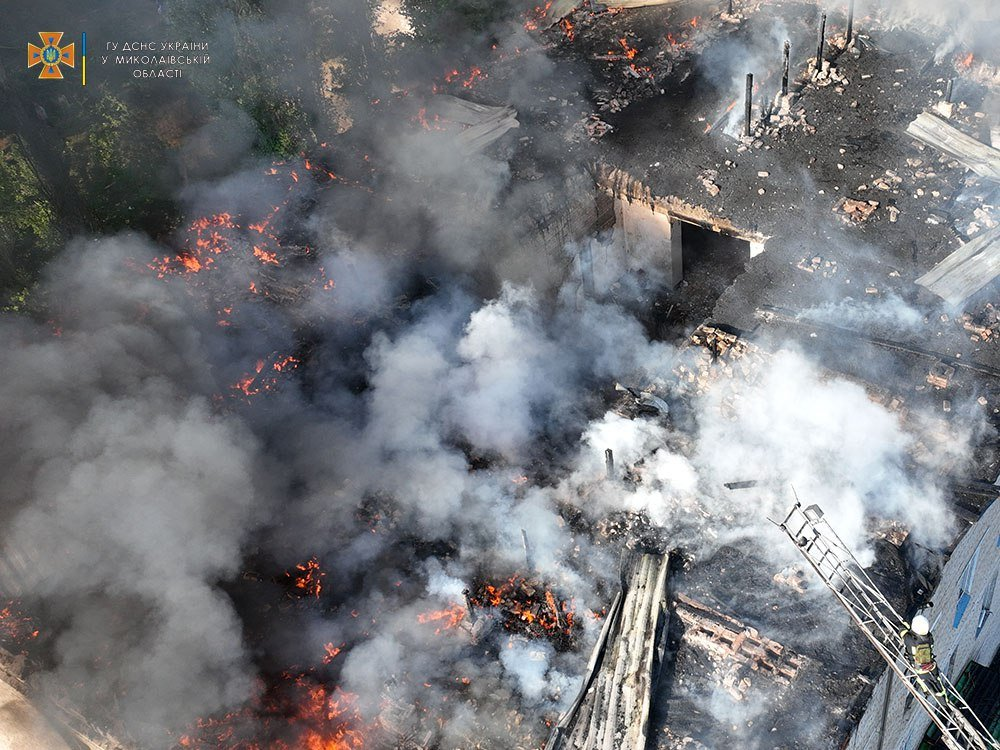
Пожежа після обстрілу 5 липня

#### 2 липня
2 липня 2022 року російські військові відстріляли по місту одразу 10 крилатих надзвукових ракет П-800 «Оникс» з берегових протикорабельних комплексів «Бастион», розміщених на тимчасово окупованій частині Херсонщині. Ракети ворога влучили по об'єктам портової інфраструктури та промисловій зоні, частина упала на сільськогосподарські угіддя поблизу Миколаєва.

#### 5 липня

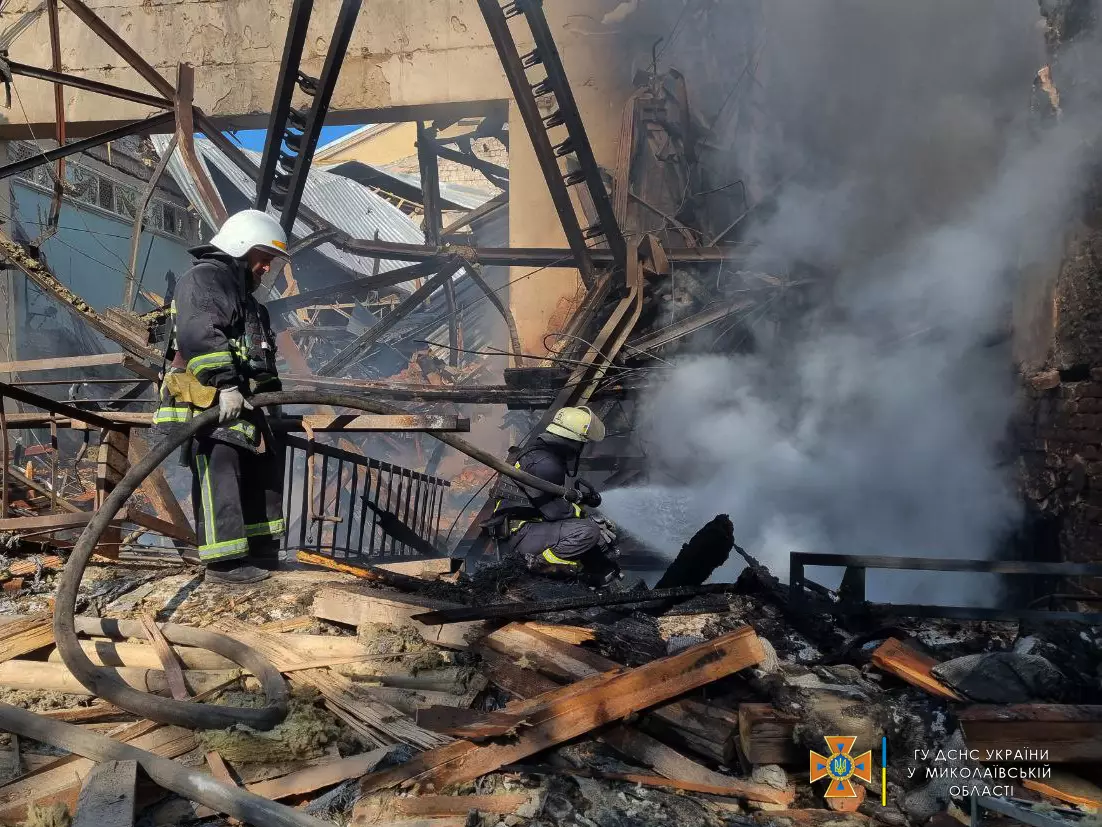
Руїни палацу культури «Корабельний»

Вранці російська армія знову обстріляла місто та область ракетами, пошкодивши 7 багатоповерхівок у Миколаєві і низку інших цивільних та військових об'єктів, зокрема в Баштанці та Лиманах. Знищено палац культури «Корабельний» у Миколаєві.

#### 14 липня

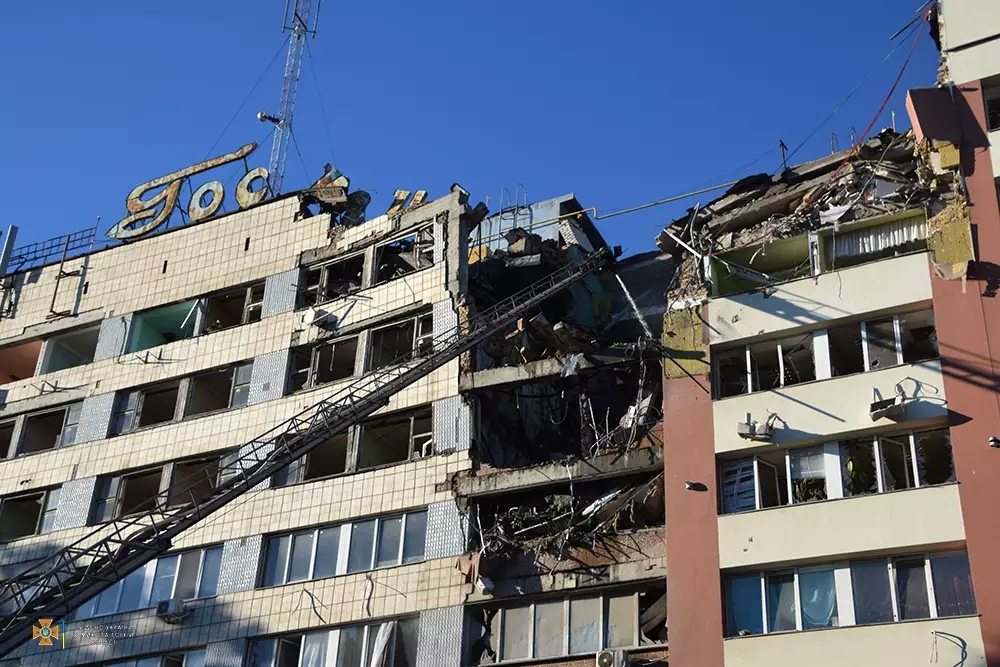
Готель «Миколаїв» після обстрілу 14 липня

Зранку російська армія випустила по місту 9 ракет, частково зруйнувавши готель «Миколаїв», дві школи і пошкодивши торгово-розважальний центр, будівлі приватного бізнесу, громадський транспорт та багатоквартирні будинки.

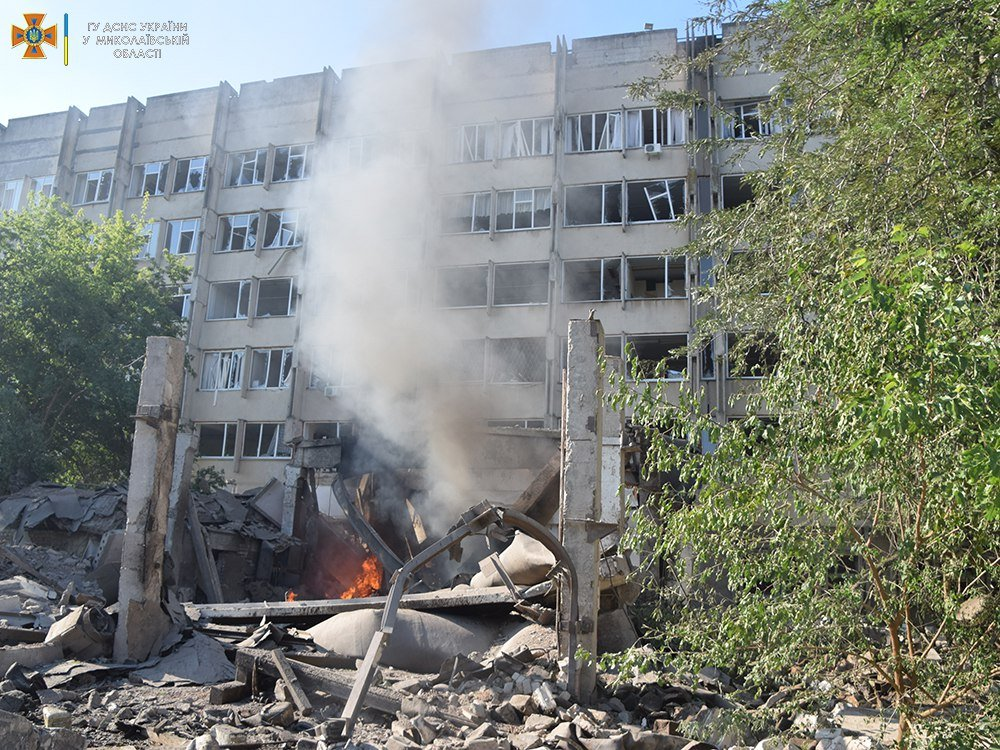
Університет кораблебудування після обстрілу 15 липня

#### 15 липня
Російські війська обстріляли два найбільші університети міста, частково їх зруйнувавши: Миколаївський національний університет імені В. О. Сухомлинського та Національний університет кораблебудування імені адмірала Макарова. Пошкоджено й житлові будинки. Постраждали 4 особи.

#### 29 липня
Вранці 29 липня росіяни вдарили касетними снарядами по Миколаєву.
Голова ОВА Кім заявив, що російські снаряди впали поблизу зупинки громадського транспорту.
Внаслідок обстрілу загинули 5 осіб, ще 13 — дістали поранення.

#### 31 липня
Вночі ворог вчергове обстріляв місто, в тому числі й касетними снарядами. За словами Олександра Сєнкевича цей обстріл був, мабуть, найсильнішим із початку війни. Одна з ракет поцілила в будинок Героя України, засновника і генерального директора агрохолдингу Нібулон Олексія Вадатурського, внаслідок чого він загинув разом зі своєю дружиною.

### Серпень

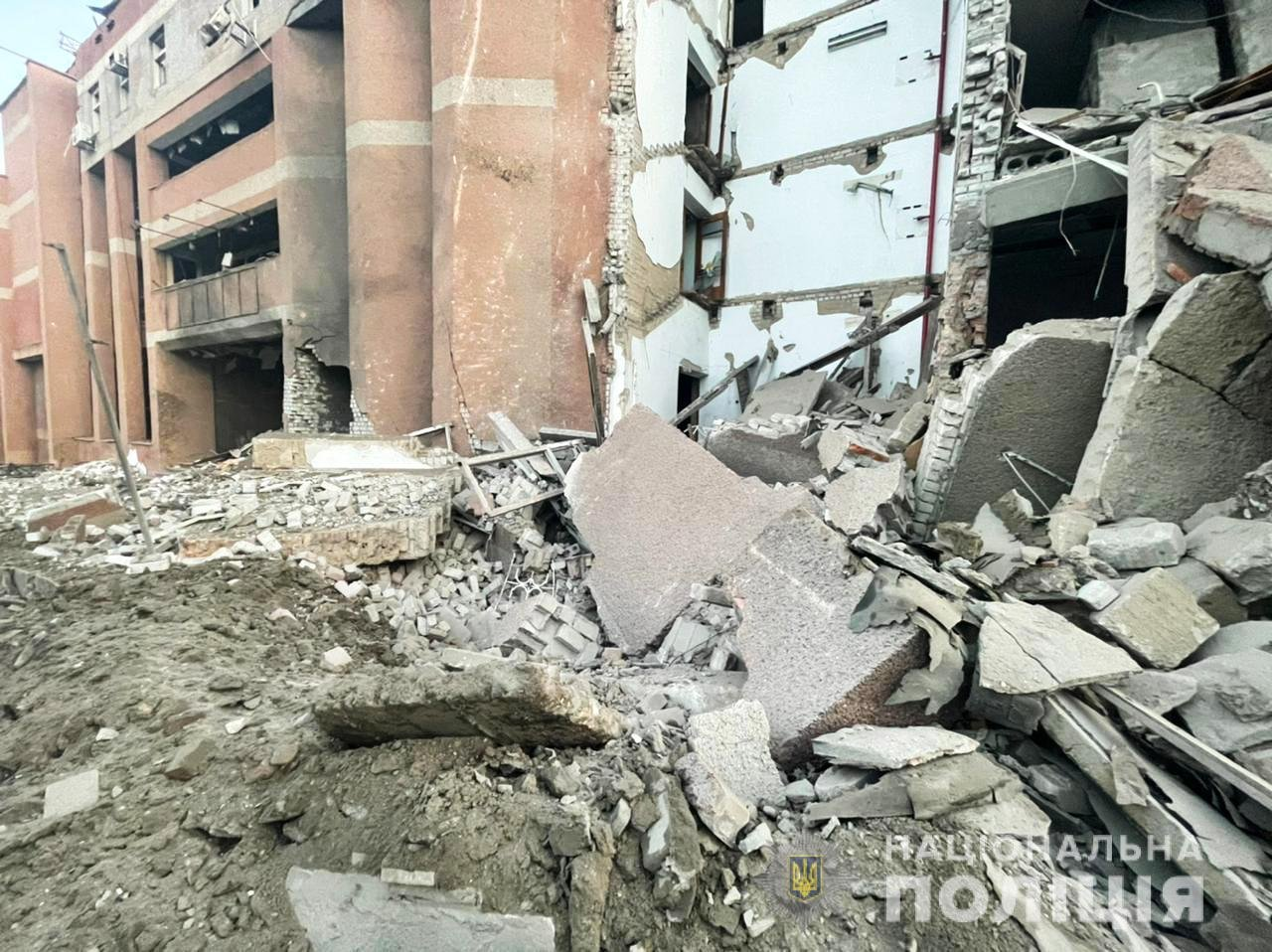
Чорноморський національний університет після серпневих обстрілів

#### 1 серпня
Близько 1 години ночі був здійснений черговий обстріл. Боєприпаси влучили по травмпункту, спричинивши пожежу. Вогнем знищено склад з медичними препаратами та продовольством, частково зруйновано травмпункт, у сусідніх лікувальних відділеннях вибито вікна.
Цей травмпункт був зведений в 2019 році з нуля і став першою медичною будівлею, зведеною в місті за попередні 20 років; належав до числа найсучасніших травмпунктів в Україні.

#### 17 серпня
Двома ракетами пошкоджено Чорноморський національний університет імені Петра Могили. Через два дні в нього влучили ще дві ракети С-300.
Ракетами С-300 було зруйновано вночі 26 серпня будівлю ПТУ, яка була порожньою. Також у Новому Бузі знищили профтехучилище.

#### 29 серпня
Українські військові перейшли у наступ на російських окупантів.
Натомість росіяни здійснили потужний ракетний обстріл центра Миколаєва. Ракети влучили у житлові будинки та навчальні заклади, станом на другу половину дня було відомо про двох загиблих та п'ятьох поранених.

### Вересень

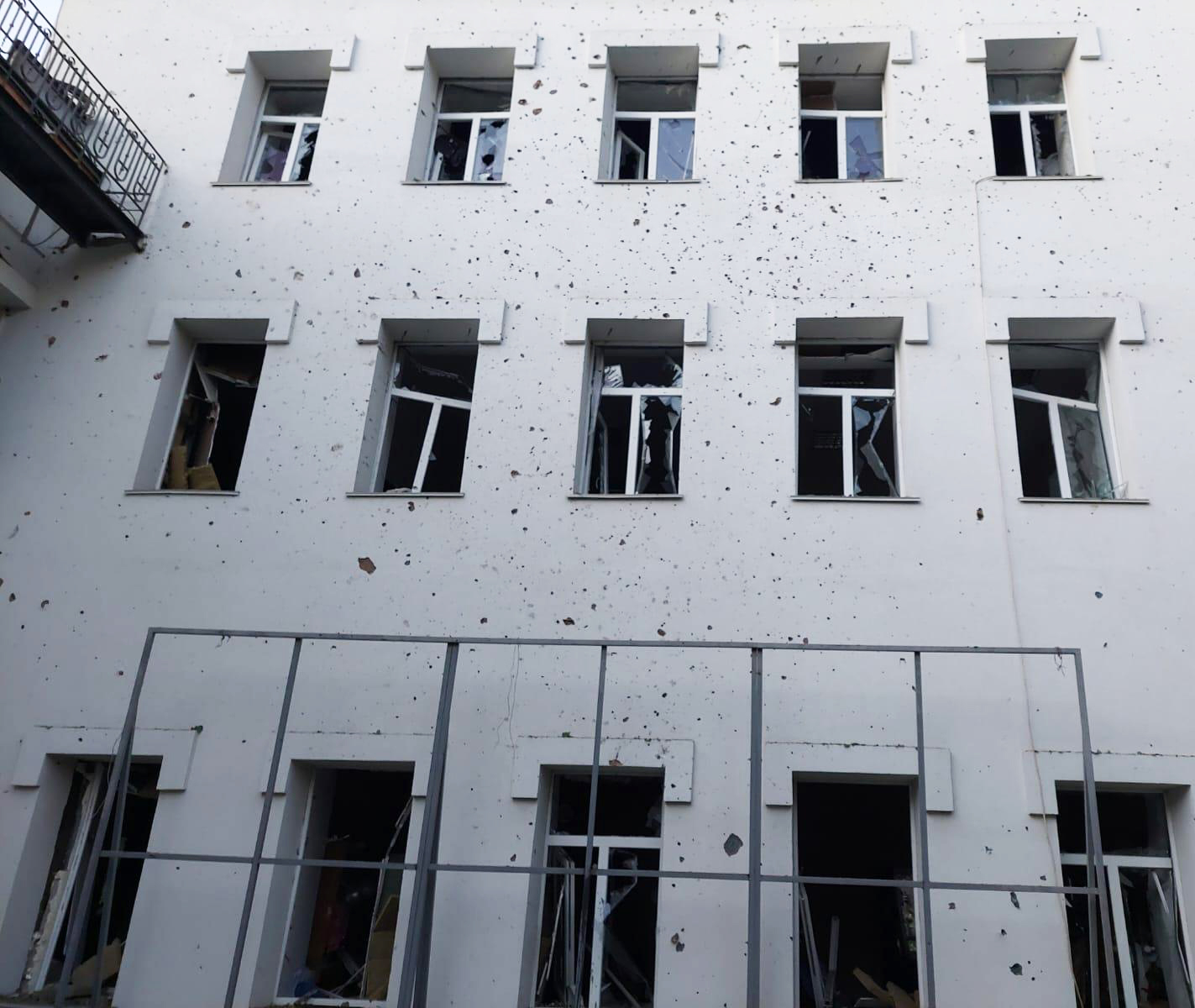
Миколаївський академічний художній драматичний театр після обстрілу

#### 22 вересня
В ніч на 22 вересня російські війська випустили по місту дев'ять ракет С-300. Пошкоджено житлові будинки, газопровід, водогін, подвір'я кінотеатру, драматичний театр, адміністративні будівлі та склад.

### Жовтень

#### 1 жовтня
Вранці ракета С-300 влучила в житловий будинок. Обійшлось без жертв. Ракета зруйнувала квартири четвертого та п'ятого поверхів.

#### 10 жовтня
Під час масованого ракетного обстрілу України постраждав у тому числі й Миколаїв. В ніч на 10 жовтня російська армія випустила по місту десять ракет С-300. Пошкоджені житловий будинок, лінія електромережі, складські приміщення та Національний університет кораблебудування імені адмірала Макарова (вже обстріляний 15 липня).

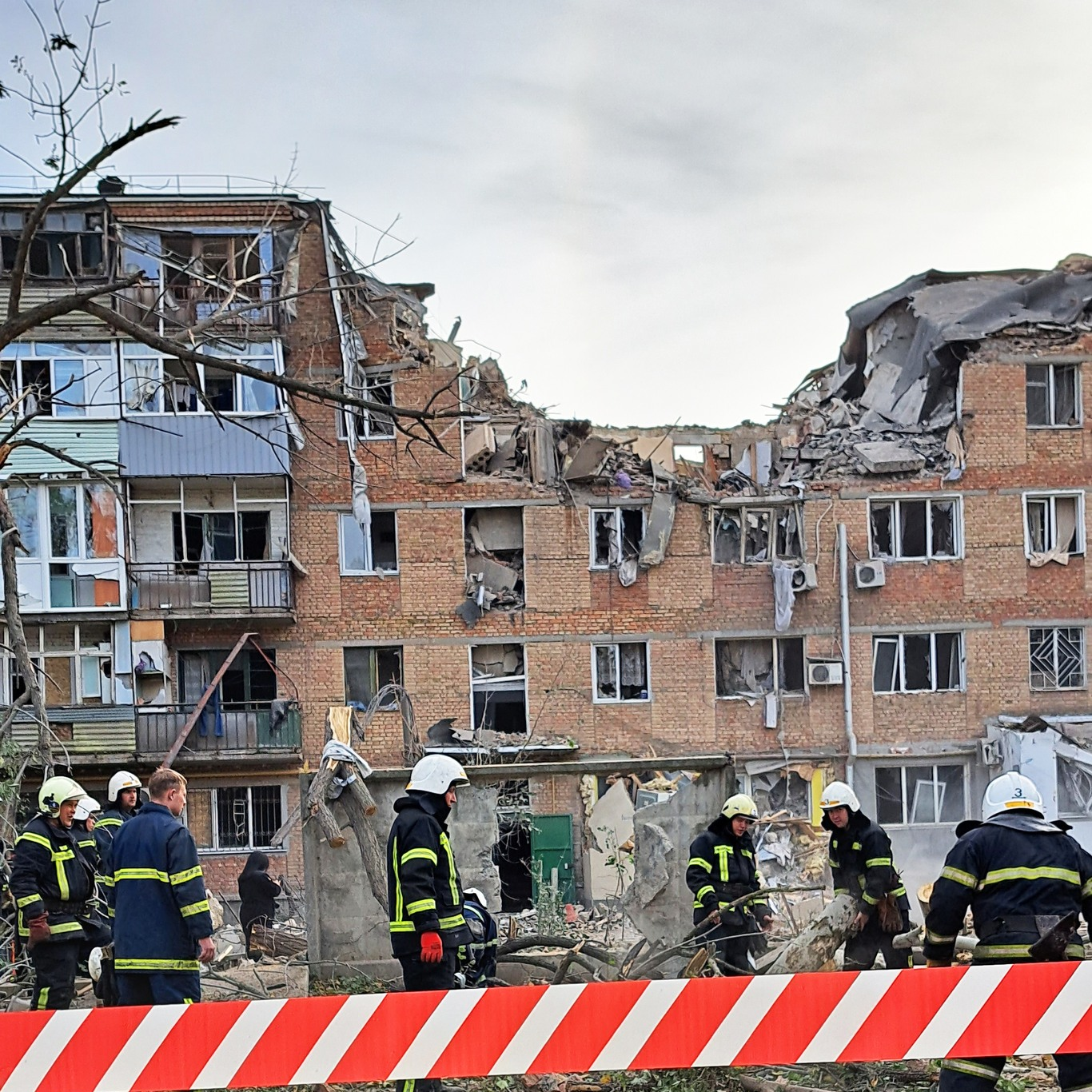
Будинок, зруйнований 13 жовтня

#### 13 жовтня
В ніч на 13 жовтня по місту випустили 8 ракет С-300. Зруйновано 5-поверховий будинок та рятувальну станцію ДСНС. Загинули не менше 3 осіб.

#### 16 жовтня
Ввечері російські ударні безпілотники пошкодили в Миколаєві дві ємності з соняшниковою олією на 7,5 тисячі тон кожна, що належать компанії-експортеру. Ємності загорілися, олія розтеклася вулицями.

### Листопад

#### 1 листопада

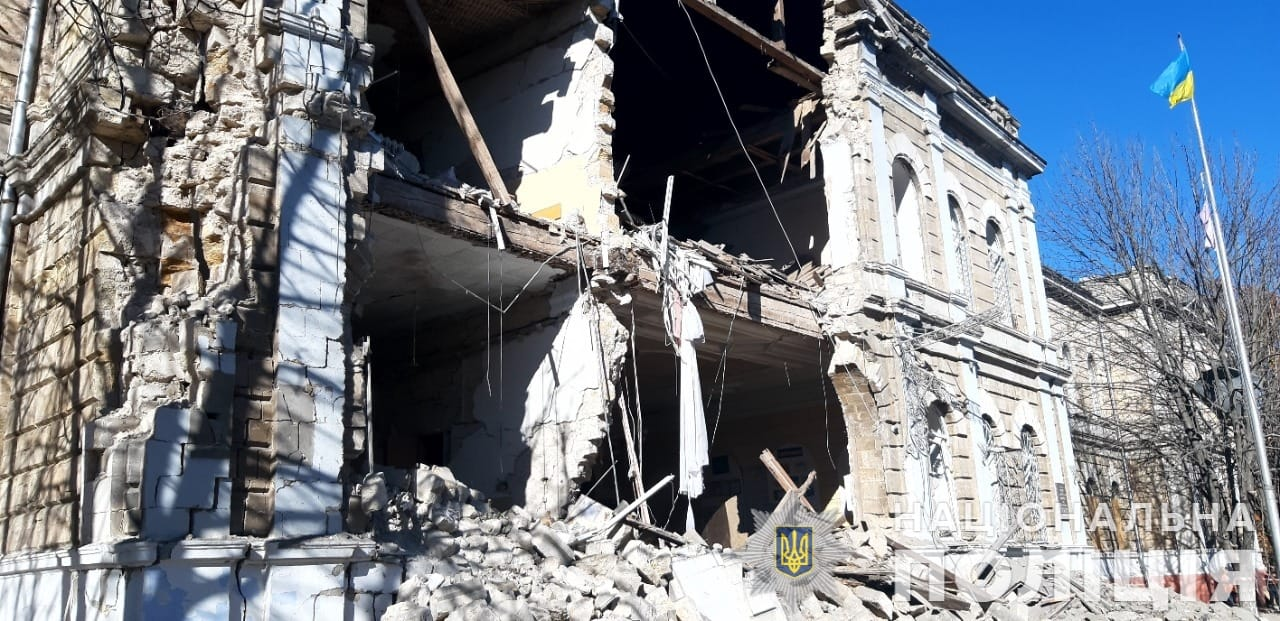
Перша українська гімназія імені Миколи Аркаса після обстрілу 1 листопада

1 листопада 2022 року російськими ракетами С-300 частково зруйновані Перша українська гімназія імені Миколи Аркаса та Миколаївський політехнічний фаховий коледж. Будівля гімназії була пам'яткою архітектури місцевого значення, внесеною до державного реєстру.

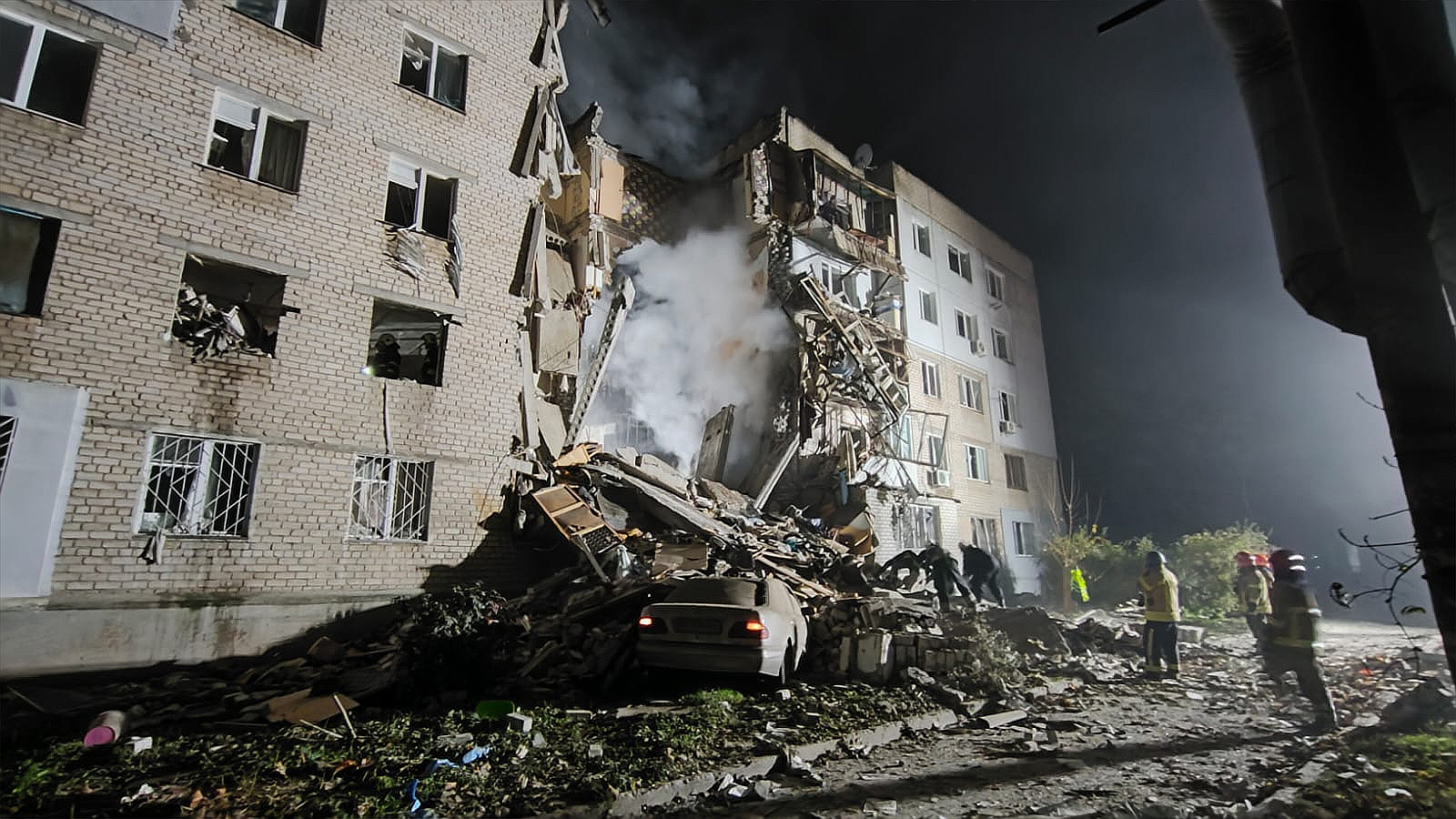
Будинок, обстріляний 11 листопада

#### 11 листопада
Від ранкового обстрілу міста обвалився під'їзд 5-поверхового будинку, загинули 9 людей.